# QF 6 inch Mark N5
Das QF 6 inch Mark N5 war ein britisches Hauptbatteriegeschütz, dessen Entwicklung in der Hochphase des Zweiten Weltkrieges begann und auf leichten Kreuzern der britischen Tiger-Klasse während der Nachkriegszeit Verwendung fand. Es handelt sich um eine gezogene Hinterladerkanone mit einem Kaliber von 6 Zoll (152 mm) und einer Kaliberlänge von 50. Es ersetzte die Geschütze vom Typ BL 6 inch MK XXIII.

## Entwicklung
Die Entwicklung des Mark-V-Schiffsgeschützes begann während des Zweiten Weltkrieges. Die Waffe sollte ursprünglich in Mark-25-Geschütztürmen zu je drei Lafetten pro Turm auf leichten Kreuzern der projektierten Neptune-Klasse - die wiederum 1957 storniert wurde - zum Einsatz kommen. Als es zur Stornierung der Bestellungen dieser Schiffe mit dem Ende des Krieges kam, wurde der Entwurf des Geschützes als Mehrzweckwaffe gegen Luft- und Seeziele angepasst. Als Plattform für die paarweise Verwendung wurde ein als Mark 26 bezeichneter, vollautomatisch feuernder Geschützturm geplant. Ebenso wurde die Treibladung erstmals nach über 60 Jahren für 6-Zoll-Geschütze wieder in Messingkartuschen patroniert, und nicht mehr mit Teiltreibladungen in Seidenbeuteln geladen. In dieser Konfiguration wurde die Waffe Mark N5 benannt und wäre auf den überarbeiteten Schiffen der Minotaur-Klasse zum Einsatz gekommen.
Noch während die ersten beiden Prototypen hergestellt wurden, kam es zum Abbruch der überarbeiteten Minotaur-Klasse. In der Folge wurde entschieden, die Geschütze mit dem Mark-26-Turm auf der Tiger-Klasse zu verwenden, deren Schiffskörper bereits während des Krieges hergestellt wurden und deren Aufbau nun vollständig neu gestaltet werden sollte.
Erste Tests fanden auf dem Übungsgelände Shoeburyness an der Küste bei Essex statt. Ein Prototyp des gesamten Systems, einschließlich Turm, wurde anschließend auf dem ehemaligen Schweren Kreuzer Cumberland auf der vorderen, erhöhten „B“-Position montiert.
Im April 1957 wurde die Cumberland dann in das Mittelmeer für Schießversuche verlegt. Während dieser feuerte sie 645 Schuss im Kaliber 6 Zoll ab. Dabei wurde auch das Zusammenspiel des neuartigen Feuerleitsystems „GDS1“ mit dem Radar vom Typ „992“ getestet.

## Verwendung
Ihren aktiven Dienst in der Royal Navy begann die Waffe mit der Inbetriebnahme der Tiger im Jahre 1959. Schnell erarbeitete sich das Waffensystem den Ruf, unzuverlässig und schwer wartbar zu sein. Ebenso stellte sich heraus, dass es unverhältnismäßig aufwendig war, die Waffe einsatzfähig zu halten.
Besonders der zu Anfang eingesetzte hydraulische Antrieb der Türme bereitete Sorgen. Mit der fortdauernden Nutzung des Systems wurde dieser dann durch einen elektrischen Antrieb ersetzt.
Im Dezember 1979 wurde im Ärmelkanal von der Blake, kurz vor ihrer Außerdienststellung, aus einer Mark „N5“ der letzte Schuss der Royal Navy von einer Schiffsartillerie dieser Größenordnung abgefeuert.